# Winchendon (Massachusetts)
Winchendon é uma vila localizada no condado de Worcester no estado estadounidense de Massachusetts. No Censo de 2010 tinha uma população de 10.300 habitantes e uma densidade populacional de 90,21 pessoas por km².

## Geografia
Winchendon encontra-se localizado nas coordenadas 42° 40′ 02″ N, 72° 02′ 46″ O. Segundo o Departamento do Censo dos Estados Unidos, Winchendon tem uma superfície total de 114.17 km², da qual 111.43 km² correspondem a terra firme e (2.4%) 2.74 km² é água.

## Demografia
Segundo o censo de 2010, tinha 10.300 pessoas residindo em Winchendon. A densidade populacional era de 90,21 hab./km². Dos 10.300 habitantes, Winchendon estava composto pelo 93.9% brancos, o 1.5% eram afroamericanos, o 0.17% eram amerindios, o 1.84% eram asiáticos, o 0% eram insulares do Pacífico, o 0.92% eram de outras raças e o 1.67% pertenciam a duas ou mais raças. Do total da população o 3.41% eram hispanos ou latinos de qualquer raça.